# Maya (datorprogram)
Maya är ett program för behandling av 3D-grafik som ofta används inom film- och TV-industrin samt datorspel, utvecklat av Alias systems, ett före detta Silicon Graphics-företag, och numera ägt av Autodesk. Programmet finns till plattformarna Windows, GNU/Linux, IRIX och Mac OS. Den senaste versionen är Maya 2019. 
Maya finns i tre versioner, Maya Complete (mindre kraftfull distribution), Maya Unlimited och MayaLT (en enklare distribution för små studios och enkel speltillverkning). Maya Personal Learning Edition (PLE) är även en variant som finns tillgänglig för icke-kommersiellt bruk, och är helt gratis att använda för utbildningssyfte. Dock vattenmärks alla bilder i denna version, och filformatet är inkompatibelt med fullversionerna, för att hindra kommersiell användning.
Maya innehåller ett kraftfullt interpreterande scriptspråk kallat Maya Embedded Language (MEL) vilket är väldigt likt PHP och C.
10 januari 2006 köptes Alias av Autodesk för $197.000.000. Autodesk tillverkar det konkurrerande 3d-programmet 3ds Max.